# Памятник партизанам и шахтёрам
Памятник героям национально-освободительной войны (также известный как Памятник партизанам и шахтерам и Памятник сербским и албанским партизанам) монумент, возведенный в 1973 году, на холме над Косовской Митровицей.
Установлен в честь албанских и сербских партизан из Косово и Метохии, которые сражались и погибли за свободу Югославии в 1941—1945 годах. Автором памятника является архитектор Богдан Богданович.

## Описание
Идея строительства памятника была выдвинута в 1959 году, в день 20-летия забастовки шахтеров Трепча. Памятник хранит память о местных партизанских бойцах сербской и албанской национальностей, которые сформировали партизанскую горную роту, которая сражалась с оккупационными силами и местными коллаборационистами в этом районе.
19-метровый памятник напоминает трилитон, состоящий из трех элементов: двух конических колонн и желобчатой конструкции. Стороны желоба изначально были покрыты медью, с небольшими декоративными элементами на каждом из четырех углов. Говорят, что колонны представляют два народа Косово через их единство во время антифашистской борьбы. Другое определение гласит, что памятник похож на фургоны, перевозящие руду от шахты к металлургическому заводу.
Большое количество бронзовых мемориальных досок установлено у основания памятника, а также два символических кенотафа : один спереди и один позади монумента. Кенотаф перед памятником состоит из четырех белых надгробий с именами убитых албанских и сербских партизан. Надписи написаны на албанском и сербском языках и на латыни. Задний кенотаф такой же, только на нем ничего не написано.
Памятник в настоящее время не защищен никаким законом, но находится в более или менее хорошем состоянии. Нижняя часть колон покрыта граффити, и большинство медных накладок по бокам желобов со временем отвалились из-за отсутствия технического обслуживания и погодных условий.
В 2019 году на памятнике велись реставрационные работы.

## источники
1. 1 2 3 4  Lawler, Andrew. The Memorial works of Bogdan Bogdanović: Their condition and situation as of 2012 (англ.). — 2013. — P. 113—114.. Архивировано 14 августа 2021 года.
2. ↑  Форум Ziviler Friedensdienst: «Монументи» Архивная копия от 29 июля 2014 на Wayback Machine, Центар за културну деконтаминацију (Београд). ISBN 978-86-915567-0-9., стр. 53, 12-28.6.2012, приступ 24.7.2013